# Hela-halvøen
Hela-halvøen (polsk: Mierzeja Helska eller Półwysep Helski; tysk: Halbinsel Hela eller Putziger Nehrung) er en 35 km lang sandbanke halvø i voivodskabet Pommern i det nordlige Polen, som adskiller Puckbugten fra Østersøen.